# Максимихін Павло Маркович
Павло Маркович Максимихін (12 грудня 1911— 9 вересня 1981) — радянський офіцер, Герой Радянського Союзу (1945).

## Біографія
Народився 12 грудня 1911 року в селі Шептаки (нині у Новгород-Сіверському районі Чернігівської області України) у селянській родині. Українець. Закінчив Ленінградський будівельний технікум. Працював техніком-будівельником Головвійськпорту міста Оранієнбаум (нині м. Ломоносов).
З 1933 року у РСЧА. В 1938 році закінчив Владивостокське військово-морське училище і школу середнього командного складу у 1940 році.
На фронтах німецько-радянської війни з 1942 року. Командир батальйону 8-ї мотострілецької бригади (9-й танковий корпус 33-ї армії 1-го Білоруського фронту) майор Максимихін брав участь у захоплені міста Радом (Польща). 19 січня 1945 року його батальйон увірвався до міста Лодзь, успішно форсував річку Варта, оволодів півд.-східною окраїною міста Варта та утримував її доки не забезпечив переправу радянських частин.
Після війни продовжив службу в Радянській армії.
З 1957 року підполковник Максимихін у запасі. Мешкав у Ічні (Чернігівська область України).

## Звання та нагороди
24 березня 1945 року Павлу Марковичу Максимихіну присвоєно звання Героя Радянського Союзу.
Також нагороджений:
- орденом Леніна
- 4-ма орденами Червоного Прапора
- орденом Вітчизняної війни 2 ступеня
- 2-ма орденами Червоної Зірки
- медалями